# Kirsi Perälä
Kirsi Johanna Perälä (ur. 6 maja 1982 w Forssa) – fińska biegaczka narciarska, brązowa medalistka mistrzostw świata juniorów.

## Kariera
Po raz pierwszy na arenie międzynarodowej Kirsi Perälä pojawiła się w 2001 roku, podczas mistrzostw świata juniorów w Szklarskiej Porębie, gdzie wywalczyła brązowy medal w sprincie techniką dowolną. Na rozgrywanych rok później mistrzostwach świata juniorów w Schonach w tej samej konkurencji była szósta, a w biegu na 5 km stylem dowolnym zajęła 25. miejsce. W Pucharze Świata zadebiutowała 5 marca 2002 roku w Sztokholmie, gdzie zajęła 37. miejsce w sprincie stylem klasycznym. Pierwsze punkty wywalczyła nieco ponad rok później - 20 marca 2003 roku w Borlänge zajęła jedenaste miejsce w sprincie stylem dowolnym. Nigdy nie stała na podium zawodów PŚ. Najlepsze wyniki osiągnęła w sezonie 2004/2005, kiedy to zajęła 36. miejsce w klasyfikacji generalnej, a w klasyfikacji sprintu była siedemnasta. W 2009 roku wystartowała na mistrzostwach świata w Libercu, gdzie rywalizację w sprincie stylem dowolnym zakończyła na 23. pozycji. Na rozgrywanych rok później igrzyskach olimpijskich w Vancouver zajęła dziewiętnaste miejsce w sprincie techniką klasyczną. W 2011 roku zakończyła karierę.

## Osiągnięcia

### Igrzyska olimpijskie
| Miejsce | Dzień     | Rok  | Miejscowość | Konkurencja              | Czas biegu | Strata | Zwyciężczyni  |
| ------- | --------- | ---- | ----------- | ------------------------ | ---------- | ------ | ------------- |
| 16.     | 17 lutego | 2010 | Vancouver   | Sprint stylem klasycznym | 3.39,2     | -      | Marit Bjørgen |

### Mistrzostwa świata
| Miejsce | Dzień     | Rok  | Miejscowość | Konkurencja            | Czas biegu | Strata | Zwyciężczyni   |
| ------- | --------- | ---- | ----------- | ---------------------- | ---------- | ------ | -------------- |
| 26.     | 24 lutego | 2009 | Liberec     | Sprint stylem dowolnym | 2:39,3     | -      | Arianna Follis |

### Mistrzostwa świata juniorów
| Miejsce | Dzień       | Rok  | Miejscowość      | Konkurencja            | Wynik   | Strata  | Zwyciężczyni          |
| ------- | ----------- | ---- | ---------------- | ---------------------- | ------- | ------- | --------------------- |
| 3.      | 3 lutego    | 2001 | Szklarska Poręba | Sprint stylem dowolnym | ?       | -       | Pirjo Manninen        |
| 25.     | 24 stycznia | 2002 | Schonach         | 5 km stylem dowolnym   | 16:15,1 | +1:07,2 | Élodie Bourgeois-Pin  |
| 6.      | 26 stycznia | 2002 | Schonach         | Sprint stylem dowolnym | ?       | -       | Mona-Liisa Malvalehto |

### Puchar Świata

#### Miejsca w klasyfikacji generalnej
| Sezon           | Miejsce     |
| --------------- | ----------- |
| sezon 2002/2003 | 65. miejsce |
| sezon 2003/2004 | 42. miejsce |
| sezon 2004/2005 | 36. miejsce |
| sezon 2006/2007 | 79. miejsce |
| sezon 2007/2008 | 51. miejsce |
| sezon 2008/2009 | 44. miejsce |
| sezon 2009/2010 | 55. miejsce |
| sezon 2010/2011 | 69. miejsce |

#### Miejsca na podium
Perälä nigdy nie stała na podium zawodów PŚ.